# Alain Bondue
Alain Bondue (nascido em 8 de abril de 1959) é um ex-ciclista francês que representou França nos Jogos Olímpicos de Verão de 1980 em Moscou, onde conquistou a medalha de prata na perseguição individual de 4 km. Competiu na Volta a Espanha, onde conseguiu uma vitória de etapa na edição de 1986. Como corredor de provas em pista, foi proclamado campeão mundial de perseguição nas edições de 1981 e 1982, e campeão da França em 1981, 1982, 1985 e 1986. Após sua retirada do ciclismo, atuou como diretor esportivo da equipe Cofidis.